# عدم تحمل اللاكتوز
عدم تحمل اللاكتوز أو عوز اللاكتاز هو حالة مرضية تتميز بعدم قدرة البالغين على هضم اللاكتوز وهو سكر موجود في الحليب وبكمية أقل في منتجات الألبان، مما يتسبب في آثار جانبية بسبب نقص انزيم اللاكتاز، مثل الانتفاخ أو الإسهال أو وجع في البطن. نقص انزيم اللاكتاز الخلقي أي منذ الولادة يجعل الأطفال لا يتحملون شرب الحليب حتى حليب الأم؛ فيعانون الانتفاخ ومغص في الأمعاء أو إسهال.

## علم المصطلحات
عدم تحمل اللاكتوز يشير إلى متلازمة لديها عرَض واحد أو أكثر تظهر عند هضم مواد غذائية تحتوي على اللاكتوز (سكر اللبن).يعاني الأفراد من عدم القدرة على تحمل سكر اللبن بدرجات متفاوتة اعتمادا على معدل افراز انزيم اللاكتاز ونقصه. سوء امتصاص اللاكتوز يرجع إلى مصاحبة فسيولوجية لنقص انزيم اللاكتاز (أي الجسم ليس لديه قدرة كافية ليقوم بهضم كمية اللاكتوز التي يتم تناولها ).هناك حالة طبية ذات أعراض مشابهة وتسمى سوء هضم الفركتوز.
هنالك العديد من أسباب نقص انزيم اللاكتاز ويصنف كواحد من ثلاثة أنواع:
1. نقص اللاكتاز الأساسي وهو وراثي، وهو يؤثر فقط على البالغين، وينتج عن عدم وجود أليل استمرار إنتاج اللاكتاز،[4][5] وهو العامل الأكثر شيوعا المسبب لمرض عدم تحمل اللاكتوز[6] وأغلبية سكان العالم تفتقر إلى هذا الأليل، ومعظمهم من الآسيويين؛ بسبب أنهم بدؤا متأخرين في تربية المواشي الماعز من وجهة تطور التاريخ البشري. ولقد قدر أن نقص اللاكتاز الأساسي موجود في حوالي 60% من سكان العالم.[7] ولا ينتمي سكان الشرق الأوسط وأوروبا بهذا النقص الوراثي حيث أنهم عبر التاريخ كانوا من أوائل من قام باستئناس الأبقار والخراف والماعز، فتعود أيضهم على هضم سكر اللبن.
2. نقص اللاكتاز الثانوي أو المكتسب أو العابر، وينتج عن إصابة للأمعاء الدقيقة، وعادة ما يصيب الرضع، وذلك نتيجة لالتهاب المعدة والأمعاء الحاد والإسهال والعلاج الكيميائي والطفيليات المعوية أو نتيجة لأسباب بيئية أخرى [4][8][9][10]

يعتبر نقص اللاكتاز الخلقي نادر جدا، وهو خلل متنح في الكروموسومات الجسدية، ويمنع هذا الخلل إنتاج إنزيم اللاكتاز منذ الولادة، وهذه الحالة سائدة –خصوصا- في فنلندا. الأشخاص الذين يعانون من نقص اللاكتاز الخلقي لا يستطيعون هضم اللاكتوز منذ الولادة لذلك لا يمكنهم هضم حليب الام (الثدي). وهو النوع الأكثر شيوعا عند الرضع الفنلنديين، وهذا النوع يحدث لكل 1 من أصل 60000 من السكان.
عدم تحمل اللاكتوز ليس مرضا حساسية؛ لأنه ليس استجابة مناعية، بل هو مشكلة في تقبل منتجات الألبان ناشئ عن نقص إنزيم اللاكتاز. الحساسية ضد الحليب – والتي تصيب حوالي 4% من السكان -هي حالة منفصلة مع أعراض مميزة تظهر عند ما يثير وجود بروتينات الحليب استجابة الجهاز المناعي.

## الحالة المرضية
الأفراد الذين يعانون من عدم تحمل اللاكتوز لديهم مستويات غير كافية من اللاكتاز، وهو الإنزيم الذي يحفز تحلل اللاكتوز إلى غلوكوز وغلاكتوز في الجهاز الهضمي. وفي معظم الحالات يتسبب نقص الإنزيم بعدة أعراض والتي قد تشمل الانتفاخ في البطن وتقلصات والاسهال والغثيان وقرقرة المعدة أو القيئ بعد تناولهم كميات كبيرة من اللاكتوز.
يحدث عدم تحمل اللاكتوز بشكل بدئي وقد يحدث بشكل ثانوي بعد بعض الأمراض كداء كرون والتهاب المعدة والأمعاء الفيروسي، وقد يكون خلقيا نتيجة عيب وراثي يظهر في فترة الطفولة.
ومن الشائع بالنسبة للمرضى الذين يعانون من مرض التهاب الامعاء المعاناة من أعراض الجهاز الهضمي بعد تناول اللاكتوز. على الرغم من ان معدل انتشار نقص اللاكتاز في هذه الفئة من المرضى (مرض التهاب الأمعاء) لم يدرس بشكل جيد بعد.
معظم الثدييات تتوقف عادة عن إنتاج اللاكتاز لتعاني فيما بعد من الحساسية المفرطة من اللاكتوز وذلك بعد الفطام. لكن هناك بعض المجتمعات البشرية تميزت باستمرار وجود إنزيم اللاكتاز؛ حيث يستمر إنتاج اللاكتاز حتى سن الرشد.و اشار الباحثون ان نقص اللاكتاز أكثر انتشارا بين الافراد من استمرار وجوده كما في تلك المجتمعات، ولقد ربط هذا الاختلاف باختلاف التركيب الجيني بين الأفراد، لكن المصدر الأكبر لهذا الاختلاف مبني على التعرض لعوامل تتطلب استمرار وجود إنزيم اللاكتاز (مثل ثقافة استهلاك منتجات الالبان).
مع ذلك فانه ليس واضحا ما إذا كانت عملية الهضم تحتاج لان تكون كاملة لتجنب الأعراض. يتراوح عدد الأفراد المصابين بداء الحساسية المفرطة تجاه اللاكتوز في أوروبا الشمالية بين 5% إلى 95% في بعض المناطق الآسيوية والأفريقية. .
ومن هذا المنطلق ربط بعض الناس عدم تحمل اللاكتوز بظاهرة الانتقاء الطبيعي (natural selection) والتي تخدم بقاء الافراد الذين يتميزون باستمرار إنتاج اللاكتوز في مثل تلك المجتمعات التي تستهلك منتجات الألبان. ولكن على الصعيد الآخر فإن هذا الاختلاف مرتبط أيضا مع استجابة الجسم الفيسيولوجية بانخفاض إنتاج اللاكتاز لعدم الحاجة إليه في بعض الثقافات التي لا تتوافر فيها منتجات الألبان كمصدر للغذاء. .
لكن هذه التفسيرات احتير في صحتها بشكل كبير بسبب الحقيقة التي تقر بأن تعدد الأشكال (مبلمرات polymorphisms) مرتبط مع الاختلاف الطبيعي الغير انتقائي في الجينوم البشري. أشارت دراسات عديدة أن الأفراد ذوي الخلفية الجينية المتشابهة يمكن أن يكون لديهم ردود فعل مختلفة تجاه اللاكتوز وذلك حسب التعرض له (بمعنى مدى تناول الشخص للأطعمة المحتوية على اللاكتوز) حيث يعد تأثير التعرض للاكتوز أكبر من تأثير التركيب الجيني للفرد، ويمكن للشخص أن يكتسب القدرة على تحمل اللاكتوز نتيجة للتعرض المتكرر له ، ان الأطفال الذين يهاجرون إلى البيئات الغنية بالألبان ومنتجاتها يميلون لاستهلاك الالبان بمعدل قريب من المتوسط الكلي لتلك المنطقة. وعلى الرغم من الآراء التي سادت في البداية أن سكان أوروبا والهند والجزيرة العربية وافريقيا لديهم نسبة عالية من استمرارية وجود اللاكتوز وذلك بسبب وجود طفرة جينية واحدة؛ فقد وجد أن استمرارية بقاء إنزيم اللاكتاز يحدث نتيجة لعدد من الطفرات التي حدثت بشكل مستقل. من المهم أن ندرك أن التعريف الجيني لعدم تحمل اللاكتوز ليس مثل التعريف المنطوق وذلك من ناحية ظهور الأعراض (بمعنى أنه يمكن أن يوجد أشخاص لديهم نقص جيني لأنزيم اللاكتاز ولكن لا تظهر عليهم الأعراض لان استهلاكهم لمنتجات الألبان قليل، وذلك حسب التعريف الجيني لعدم تحمل اللاكتوز).

## الأعراض والعلامات
تحدث الأعراض بعد تناول الحليب ومنتجات اللبن الحاوية على اللاكتوز، وتعتمد شدة الأعراض على شدة عوز اللاكتاز وعلى مقدار المتناول من اللاكتوز.
إن العلامة الرئيسية لعدم تحمل اللاكتوز هو ردة الفعل العكسية للمنتجات التي تحتوي اللاكتوز (الحليب في المقام الأول)، ويتضمن ذلك الانتفاخ في البطن والتقلصات والإسهال التناضحي والمغص البطني والغثيان وقرقرة البطن وقئ (وخاصة عند المراهقين)، وتظهر هذه الأعراض لمدة ساعة ونصف إلى ساعتين بعد استهلاك منتجات تحتوي اللاكتوز. شدة هذه الأعراض عادة تزداد مع كمية اللاكتوز المستهلكة، معظم الاشخاص الذين يعانون من عدم تحمل اللاكتوز يستطيعون تحمل كمية معينة من اللاكتوز في وجباتهم الغذائية دون الإصابة بالأعراض المصاحبة.

## التأثيرات الغذائية لنقص اللاكتاز الخلقي
نقص اللاكتاز الخلقي - والذي يتم فيه تثبيط إنتاج اللاكتاز منذ الولادة - قد يكون خطيرا في أي مجتمع بسبب الاعتماد الاولي للرضيع على حليب الام (الثدي) للتغذية إلى أن يتم فطامه وتغذيته من مصادر أخرى. قبل القرن العشرين؛ الأطفال الذين كانوا يولدون مع متلازمة نقص اللاكتاز الخلقي لم يتمكنوا من النجاة، لكن معدلات الوفيات انخفضت مع الصيغ المشتقة من فول الصويا للرضع ومنتجات الالبان المصنعة الخالية من اللاكتوز. وبعد تجاوز فترة الرضاعة، الافراد المصابين بنقص اللاكتاز الخلقي عادة يكون لديهم نفس المخاوف الغذائية كأي فرد آخر مصاب بعدم تحمل اللاكتوز.

## الاسباب
عدم تحمل اللاكتوز هو نتيجة لنقص انزيم اللاكتاز، والذي يكون لأسباب بيئية أو وراثية، في كلتا الحالتين؛ الأعراض تنتج بسبب كميات غير كافية من اللاكتاز في بطانة الإثني عشر. اللاكتوز هو جزئ ثنائي السكر يوجد في الحليب ومنتجات الالبان، لا يتم امتصاصه بشكل مباشر من جدار الامعاء الدقيقة إلى مجرى الدم، لذلك في حالة غياب اللاكتاز يمر اللاكتوز بشكل سليم إلى داخل القولون، ان البكتيريا المتواجدة في القولون تستطيع استقلاب اللاكتوز، ونتيجة لعملية التخمر تنتج كميات كبيرة من الغاز (خليط من الهيدروجين وثاني اكسيد الكربون والميثان)، وهذا يسبب أعراض البطن المختلفة. السكريات ومنتجات التخمر أيضا تؤدي إلى ارتفاع الضغط الاسموزي في القولون، مما يتسبب في زيادة تدفق الماء في الامعاء (وبالتالي الاسهال). ان جين LCT يحتوي على التعليمات اللازمة لتصنيع اللاكتاز، تسلسل الحمض النووي في الجين MCM6 يساعد على التحكم في ما إذا كان يتم تشغيل جينات LCT أو إطفاؤها. من المحتمل أنه خلال السنوات السابقة حدثت طفرة في بعض الافراد في الجينMCM6 الذي يبقي جين LCL نشطا حتى بعد توقف التغذية على حليب الأم. والأشخاص الذين يعانون من عدم تحمل اللاكتوز ليس لديهم تلك الطفرة. إن الجينين LCT/MCM6 يقعان على الذراع الطويلة (q) على الكروموسوم (2) في المنطقة (21). ويتم ترجمة ذلك الموقع على شكل 2q21  ، ان نقص اللاكتاز يمكن ربطه ببعض الأجناس المحددة،(75%) من الأفراد البالغين الأميركيين ذو الاصل الأفريقي واليهود والاميركيين ذو الاصل المكسيكي والأمريكيين الأصليين يعانون من عدم تحمل اللاكتوز. وجدت تحاليل الحمض النووي ل 94 هيكل عظمي في أوروبا وروسيا ان الطفرة التي تؤدي لبقاء أنزيم اللاكتوز ظهرت منذ حوالي 4300 سنة وانتشرت بين الاوروبيين.
تم تطوير أليلات مختلفة لاستمرار اللاكتوز على الأقل ثلاثة مرات في سكان الشرق الأفريقي، مع استمرار امتد من (26%)في تنزانيا إلى (88%) من السكان رعاة البيجا في السودان.

## التشخيص
لتقييم مرض عدم تحمل اللاكتوز، تختبر وظيفة الامعاء عن طريق تناول منتجات ألبان بكمية تفوق ما يمكن هضمه. تظهر الأعراض السريرية في غضون 30 دقيقة ولكنها قد تستغرق فترة تصل إلى ساعتين وهذا يتوقف على الاغذية المستهلكة الأخرى وغيرها من الانشطة  ، تغير مهم في الاستجابة (أعراض انتفاخ البطن والغثيان والتشنج والاسهال) هو أمر متوقع، كما يختلف مدى وشدة أعراض عدم تحمل اللاكتوز بين الافراد.
عدم تحمل اللاكتوز يختلف عن حساسية الحليب؛ حيث أن الحساسية هي استجابة مناعية لبروتينات حليب الابقار، ويمكن تميزها في التشخيص عن طريق اعطاء حليب خالي من اللاكتوز، حيث لن تنتج أي أعراض في حالة عدم تحمل اللاكتوز، ولكن سينتج ردة فعل للحليب الطبيعي في حالة وجود حساسية ضد الحليب. يمكن للشخص ان يعاني من كلتا الحالين، وإذا أردنا التأكد من وجود مرض عدم تحمل اللاكنوز هناك أربعة اختبارات متاحة.

### اختبار تنفس الهيدروجين
في هذا الاختبار، وهو من ادق الاختبارات في تشخيص عدم تحمل اللاكتوز. بعد صيام ليلة وضحاها (يوم كامل)، يتم ابتلاع 25غرام من اللاكتوز (في محلول مائي)، وإذا لم يتم هضم اللاكتوز ستقوم بكتيريا الأمعاء بعملية الأيض وإنتاج الهيدروجين - مع غاز الميثان- والذي يمكن الكشف عنه في نفس المرضى عن طريق (الغاز الكروموتوغرافي السريري) أو (كاشف الحالة الصلبة المدمجة). الاختبار يستغرق حوالي ساعتين ونصف ليكتمل، إذا كانت مستويات الهيدروجين في نفس المريض عالية، قد يكون لديهم حالة عدم تحمل اللاكتوز. هذا الاختبار لا يطبق عادة على الأطفال الرضع أو الأطفال ذوي الاعمار الصغيرة لأنه يمكن أن يسبب الاسهال الشديد لهم.

### اختبار الدم
قياس مستوى السكر في الدم كل (10) إلى (15) دقيقة بعد تناول الطعام سوف يظهر (منحنى مسطح) في الاشخاص الذين يعانون من سوء امتصاص اللاكتوز، في حين ان وجود اللاكتاز سوف يكون له قمة مع ارتفاع نموذجي من (50% إلى 100%) خلال ساعة إلى ساعتين. لكن نظرا إلى الحاجة لأخذ عينات من الدم بصورة مستمرة؛ فلقد تم استبدال هذا النهج باختبار التنفس بصورة كبيرة. بعد صيام ليلة وضحاها وسحب عينات من الدم يتم ابتلاع 50 غرام من اللاكتوز في محلول مائي، ويتم سحب عينات من الدم خلال (30) دقيقة وساعة وساعتان وثلاثة ساعات كعلامات خلال تلك الساعات. فإذا كان الجسم غير قادرا على هضم اللاكتوز سوف ترتفع مستويات الجلوكوز بدرجة أقل من (20 مغ/ ديسيلتر) 

### اختبار حموضة البراز
هذا الاختبار يمكن استخدامه لتشخيص عدم تحمل اللاكتوز لدى الرضع، لان باقي طرق الاختبارات غير عملية أو خطرة عليهم. يتم اعطاء الرضيع كمية من اللاكتوز للشرب، إذا كان الرضيع يتحمل اللاكتوز فان اللاكتوز يتم هضمه وامتصاصه في الامعاء الدقيقة، خلاف ذلك، فانه لا يتم هضمه وامتصاصه ويصل إلى القولون، ويختلط بالبكتيريا الموجودة في القولون، مسببا حموضة في البراز. ويتم اختبار البراز بعد تناول اللاكتوز لمعرفة مستوى الحموضة، إذا كان البراز حامض فان الرضيع يعاني من عدم تحمل اللاكتوز. ان درجة حموضة براز المصابين بعدم تحمل اللاكتوز تكون اقل من 5.5.
.

### خزعة الامعاء
ان خزعة الامعاء يمكنها تأكيد نقص اللاكتاز بعد اكتشاف كمية الهدروجين المرتفعة في اختبار تنفس الهيدروجين  ، ولقد مكنت التقنيات الحديثة من إجراء الاختبارات السريرية وتحديد وجود انزيم اللاكتاز عن طريق ادوات التنظير الهضمي العلوي. مع ذلك، يجب وجود مختبر متخصص من اجل التطبيقات البحثية مثل قياسات الحمض النووي الرسول (mRNA).

### كروماتوغرافيا سكر البراز
يمكن استخدام طريقة الكروماتوغرافيا لفصل وتمييز السكريات غير المهضومة الموجودة في البراز، وعلى الرغم من أنه يمكن الكشف عن اللاكتوز في البراز عند الاشخاص الذين يعانون من عدم تحمل اللاكتوز، لا يمكن الاعتماد على هذا الاختبار لتشخيص مرض عدم تحمل اللاكتوز أو أو استبعاده بشكل قاطع .

### التشخيص الوراثي
يستخدم في تشخيص عدم تحمل اللاكتوز الأولي. يرتبط استمرار نشاط اللاكتاز عند البالغين مع مبلمرين C/T 13910 وG/A 22018 المتمركزين في جين MCM6 ، هذه المبلمرات يمكن الكشف عنها من خلال تقنيات البيولوجيا الجزئية في الحمض النووي المستخرج من عينات الدم أو اللعاب. تتوافر مجموعات جينية محددة لهذا التشخيص. الاجراءات تتضمن استخراج وتكرار DNA من العينة، ثم القيام بعملية التهجين في شريط، يتم الحصول على بطاقات ملونة كنتيجة نهائية، وبالاعتماد على مختلف الخصائص المشتركة فانه من خلاله يمكن تحديد ما إذا كان المريض يعاني من عدم تحمل اللاكتوز، هذا الاختبار يشخص الإصابة بشكل جازم.

## العلاج
لا يعتبر عدم تحمل اللاكتوز شرط يتطلب العلاج في المجتمعات حيث تكون الأنظمة الغذائية نسبة الالبان قليلة نسبيا. ومع ذلك، أولئك الذين يعيشون بين المجتمعات التي هي إلى حد كبير لا تعاني من عدم تحمل اللاكتوز، قد تجد عدم تحمل اللاكتوز مزعجة لدى الافراد المصابين . وعلى الرغم من ذلك لم يتم إيجاد أي وسيلة لإعادة إنتاج اللاكتاز، وأفاد بعض الأفراد ان قدرتهم على عدم تحمل اللاكتوز اختلفت مع مرور الوقت، وهذا يتوقف على الوضع الصحي والحمل . حوالي (44٪)من النساء المصابات بعدم تحمل اللاكتوز استعدن القدرة على هضم اللاكتوز خلال فترة الحمل. قد يكون ذلك بسبب التغييرات البطيئة حيث يكون العبور المعوي بطئ وتغير الجراثيم المعوية خلال فترة الحمل ويمكن أيضا أن تنظم عدم القدرة على تحمل اللاكتوزعن طريق شرب لبن الثقافات الحية التي تحتوي على العصيات اللبنية والتي تكون قادرة على هضم اللاكتوز في منتجات الألبان الأخرى. ولعل هذا يفسر السبب في عدم انتشار حالات عدم تحمل اللاكتوز في جنوب آسيا، حيث انهم قادرين على استهلاك كميات كبيرة من الحليب دون المعاناة من أعراض عدم تحمل اللاكتوز، منذ زمن طويل وثقافات الزبادي الحية هو أمر شائع جدا بين سكان جنوب آسيا . عدم تحمل اللاكتوز ليس حالة مطلقة دائما; فانخفاض إنتاج اللاكتاز وكمية اللاكتوز التي يمكن أن تحتمل تختلف من شخص لآخر. حيث أن عدم تحمل اللاكتوز لا يشكل تهديدا إضافيا لصحة الشخص، ويدير الحالة عن طريق التقليل من حدوث شدة الأعراض.وجد بيردانير وهارجروف أربعة مبادئ عامة في التعامل مع عدم تحمل اللاكتوز - تجنب المنتجات الغذائية التي تحتوي اللاكتوز، والتنويع لضمان الحصول على العناصر المغذية، وتنظيم كمية الكالسيوم واستخدام بدائل الانزيم.

### تجنب المنتجات التي تحتوي اللاكتوز
بما أن عدم تحمل اللاكتوز تختلف من شخص لآخر، فانه وفقا للمعاهد الوطنية الأميركية للصحة، «السيطرة الغذائية من عدم تحمل اللاكتوز تعتمد على تعلم الناس من خلال التجربة والخطأ وما هي كمية اللاكتوز التي يمكنهم تحملها.»  قراءة التسمية ضروري، والمصطلحات التجارية تختلف وفقا للغة والمنطقة 
اللاكتوز موجود في فئتين غذائية بشكل كبير: منتجات الألبان التقليدية، والمضافات الغذائية (الكازين، كازينات، مصل اللبن)، والتي قد تحتوي على آثار من اللاكتوز.

#### منتجات الألبان
اللاكتوز هو مادة قابلة للذوبان في الماء. محتوى الدهون وعملية التخثير تؤثر على القدرة على التحمل من الأطعمة. بعد عملية التخثير، تم العثور على اللاكتوز في جزء المياه القائمة (جنبا إلى جنب مع الكازين ومصل اللبن)، ولكن ليس في جزء القائمة على الدهون. منتجات الألبان التي هي «قليلة الدهون» أو «خالية من الدهون» بشكل عام تحتوي نسبة اعلى من اللاكتوز. أيضا في كثير من الأحيان منتجات الألبان قليلة الدسم تحتوي اضافات من مختلف مشتقات الألبان، مثل المواد الصلبة الحليب، مما يؤدي إلى زيادة محتوى اللاكتوز.
الحليب 
حليب الأم يحتوي على نسبة عالية من اللاكتوز حوالي 9٪. حليب البقر غير المجهزة حوالي 4.7٪ من اللاكتوز . الحليب غير المعالج من ثيران أخرى يحتوي على نسبة مماثلة من اللاكتوز (حليب الماعز 4.7٪، الجاموس 4.86٪ ، الياك 4.93٪، الأغنام 4.6٪ )
 الزبدة 
عملية صنع الزبدة تفصل غالبية مكونات مياه الحليب من مكونات الدهون. اللاكتوز، وهو جزيء قابل للذوبان في الماء، وإلى حد كبير يمكن إزالتها، ولكن ستكون لا تزال موجودة بكميات صغيرة في الزبدة ما لم يتم تخميرها أيضا لإنتاج الزبدة السائدة في ثقافة ما .الزبدة المنقاة تحتوي على اللاكتوز بنسبة قليلة جدا وهي آمنة بالنسبة لمعظم الناس التي تعاني من عدم تحمل اللاكتوز .
 الزبادي 
يمكن للناس التي تعاني من عدم تحمل اللاكتوز ان تتحمل اللبن المصنوع تقليديا أكثر من الحليب، لأنه يحتوي على اللاكتاز التي تنتجها البكتيريا والتي استخدمت لصنع اللبن. والزبادي المجمد تحتوي على مستويات مخفضة من اللاكتوز. الزبادي اليوناني هو أفضل للشرب لمن يعاني من عدم تحمل اللاكتوز لأنه يتم إزالة كمية من اللاكتوز أكبر أثناء المعالجة.
 الأجبان 
الأجبان التقليدية الصلبة والأجبان الطرية الناضجة قد تخلق رد فعل أقل لدى المصابين من كمية مساوية من الحليب بسبب العمليات المعنية. التخمير والمحتوى العالي من الدهون يساهم في كميات أقل من اللاكتوز. تقليديا إيمنتال أو شيدر قد تحتوي على (10٪)من اللاكتوز الموجود في الحليب كامل الدسم. وبالإضافة إلى ذلك فإن الطرق القديمة في صنع الأجبان التقليدية (أحيانا أكثر من عامين) تقلل محتوى اللاكتوز إلى لا شيء عمليا. الجبن التجارية، ومع ذلك، غالبا ما تصنع بواسطة العمليات التي لا يكون لها نفس خصائص الحد من اللاكتوز. تعتيق بعض أنواع الجبن يتم عن طريق التنظيم؛  في حالات أخرى، لم ترد إشارات كمية لدرجة التعتيق وانخفاض اللاكتوز، ومحتوى اللاكتوز عادة لا يتواجد على العلب الخارجية لتلك الأجبان .
 الكريمة الحامضة 
يمكن أن تحتمل إذا كانت مصنوعة بالطريقة التقليدية، ولكن معظم الماركات الحديثة تضيف المواد الصلبة للحليب.
 أمثلة على مستويات اللاكتوز في الأطعمة  :
لم يبدأ الصناعة التوحيدية للتحليل بشأن أساليب الاغذية التي تحتوي اللاكتوز التحليل (غير مائي الشكل أو شكل أحادي الإماهة  وبالنظر إلى أن محتوى الحليب يختلف وفقا للممارسات وضع العلامات، والجغرافيا، وعمليات التصنيع، قد لا تكون أرقام اللاكتوز موثوق للغاية. يحتوي الجدول التالي دليلا لمستويات اللاكتوز النموذجية التي وجدت في الأطعمة المختلفة .
| النسبة المئوية | كمية اللاكتوز | حجم التقديم          | منتجات الالبان    |
| -------------- | ------------- | -------------------- | ----------------- |
| 4.80%          | 12غ           | 250غ                 | الحليب العادي     |
| 5.20%          | 13غ           | 250غ                 | الحليب قليل الدسم |
| 4.50%          | 9غ            | 200غ                 | اللبن العادي      |
| 6.00%          | 12غ           | 200غ                 | اللبن قليل الدسم  |
| 0.07%          | 0.02غ         | 30غ                  | جبنة التشدر       |
| 0.33%          | 0.1غ          | 30غ                  | جبنة الكوتاج      |
| 0.51%          | 0.03غ         | ملعقة واحدة (5.9) مل | الزبدة            |

#### اللاكتوز في المنتجات غير الالبانية
اللاكتوز (أيضا موجودا بالفعل بعدة تسميات مصالة، مصل اللبن، والمواد الصلبة الحليب، مكونات الحليب المعدلة، الخ) وهو من المضافات الغذائية التجارية المستخدمة لبنيتها، ونكهتها، وصفاتها اللاصقة، وجدت في الأطعمة مثل اللحوم المصنعة  (النقانق (الهوت-دوج)، وشرائح اللحوم، هريسة من اللحم)، ومسحوق المرق، والسمن النباتي،  خبز الشرائح، حبوب الإفطار، ورقائق البطاطس،  الأطعمة المعالجة، الأدوية، إعداد وجبات الطعام، وبدائل الوجبات (مساحيق والقطع)، مكملات البروتين (مساحيق والقطع)، وحتى البيرة القوية في نمط الحليب. قد تحتوي بعض صلصات الشواء والجبن السائلة المستخدمة في مطاعم الوجبات السريعة أيضا اللاكتوز. وكثيرا ما يستخدم اللاكتوز مثل حشو الأساسي (المكون الرئيسي) في معظم الوصفات الطبية وغير الوصفات الطبية والتي تكون على شكل ادوية حبوب منع الحمل الصلبة. على الرغم من وسم المنتجات فانه يتم يذكر وجود «اللاكتوز» أو «الحليب»، على المنتج . معظم الصيادلة غير مؤهلين للاستخدام الواسع للاكتوز في مثل هذه الأدوية حتى الاتصال بالمورد أو المصنع للتحقق منها.
منتجات كوشير (بيريف أو فليشنج) خالية من الحليب. ومع ذلك، إذا كان "D" (ل «الألبان») موجود بجوار دائري "K"، "U"، أو مسمى آخر، فان المنتجات الغذائية من المرجح ان تحتوي على منتجات الحليب الصلبة  على الرغم من أنه يمكن أيضا ببساطة ان تشير إلى المنتج انتج بواسطة معدات استخدمت مع غيرها من المنتجات أثناء التصنيع والتي تحتوي على مشتقات الحليب.

#### المنتجات البديلة
لمزيد من المعلومات : الحد من الحليب § أو القضاء على اللاكتوز وبدائل الحليب .
«الحليب» ذو الاصل النباتي ومشتقاتها مثل حليب الصويا وحليب الأرز، حليب اللوز، حليب جوز الهند والحليب والبندق والحليب والشوفان والحليب القنب، والحليب الفول السوداني هي بطبيعتها خالية من اللاكتوز. الاطعمة ذو النسبة المنخفضة من اللاكتوز والإصدارات خالية من اللاكتوز تتوفر لاستبدال الأطعمة المعتمدة على الألبان لأولئك الذين يعانون عدم تحمل اللاكتوز غالبا.

### مكملات اللاكتاز
عندما يكون تجنب اللاكتوز غير ممكن، أو في مناسبات عندما يختار الشخص أن يستهلك هذه المواد، يمكن استخدام مكملات اللاكتاز الأنزيمية
ويتم إنتاج إنزيمات لاكتازية مماثلة لتلك التي تنتج في الأمعاء الدقيقة للإنسان صناعيا بواسطة الفطريات من جنس الرشاشيات. الانزيم β غالاكتوزيداز وهو متاح في شكل أقراص في مجموعة متنوعة من الجرعات، في العديد من البلدان دون وصفة طبية. وهو يعمل بشكل جيد فقط في بيئات عالية الحمضية، مثل تلك الموجودة في أمعاء الإنسان وذلك بسبب إضافة العصارة المعدية من المعدة. لسوء الحظ، يمكن أن الاحماض الكثيرة ان تفسد مفعوله ، لذلك لا ينبغي أن يؤخذ على معدة فارغة. أيضا، الانزيم غير فعال إذا كان لا يصل إلى الأمعاء الدقيقة في الوقت الذي يشكل الغذاء إشكالية للمصابين. يمكن للأفراد الذين يعانون من عدم تحمل اللاكتوز تجربتها مع كل توقيت ضمن الجرعة التي تناسب احتياجاتهم الخاصة.
بينما أساسا لنفس العملية التي تجري بشكل طبيعي في الأمعاء والتي تقوم بهضم اللاكتوز . معالجة الحليب صناعيا يمكنها إنتاج مجموعة متنوعة مختلفة من اللاكتاز المنتجة صناعيا. فيوجد إنزيم اللاكتاز، التي تنتجها الخميرة من جنس كليوفيرمايسس، يستغرق وقتا أطول في عملية الأيض ، ويجب أن يكون موزعا تماما في كل المنتج ، وتكسير الجزيئات حتى في البيئات الحمضية . استخدامه الرئيسي هو في إنتاج منتجات ألبان خالية من اللاكتوز أو مخفض اللاكتوز التي تباع في محلات السوبر ماركت.

### إعادة التأهيل لتقبل منتجات الألبان
للأشخاص الأصحاء الذين يعانون من عدم تحمل اللاكتوز الثانوي، فإنه قد يكون من الممكن في بعض الحالات للبكتيريا في الأمعاء الغليظة التكيف مع تغير النظام الغذائي وتحطيم كميات صغيرة من اللاكتوز بشكل أكثر فعالية  وذلك باستهلاك كميات صغيرة من منتجات الألبان عدة مرات يوميا على مدى فترة من الزمن. هذه ليست مناسبة للأشخاص الذين لديهم أمراض باطنية أو مزمنة الذي قد تؤدي إلى تلف الأمعاء بطريقة يمنع إنزيم اللاكتاز من التعبير واخذ مفعوله.
العوامل البيئية أكثر تحديدا، فإن استهلاك اللاكتوز قد «تلعب دورا أكثر أهمية من العوامل الوراثية في التسبب في عدم تحمل الحليب».

## علم الأوبئة
بشكل عام، حوالي 65% من الناس يعانون من نوع معين من عدم تحمل اللاكتوز، ولكن هناك تباينات واضحة بين نسبة انتشاره في مناطق مختلفة من العالم.
على سبيل المثال، يعاني 5% من سكان شمال أوروبا منه، في حين ترتفع النسبة بشكل كبير لتصل إلى 90% من البالغين في دول آسيا.
في دول شمال أوروبا، نقص فيتامين دي من الشمس يتم موازنته عن طريق استهلاك كميات أكبر من الحليب وهذا يعني المزيد من الكالسيوم. هذه الدول أصبحت تتحمل الللاكتوزأكثر من غيرها.
في المقابل، المناطق الواقعة في الجنوب، مثل أفريقيا، لا تعاني عادةً من نقص فيتامين دي، ولذلك، نسبة تحمل اللاكتوز من استهلاك الحليب تكون أقل بكثر من دول شمال أوروبا. يعتبر عدم تحمل اللاكتوز أكثر انتشاراً في دول جنوب أفريقيا، الدول العربية، اليونان، وإيطاليا.

## استمرار اللاكتاز
استمرار اللاكتاز هو النمط الظاهري يرتبط مع مختلف الأليلات الجسمية السائدة يطيل نشاط اللاكتاز حتى بعد تجاوز مرحلة الرضاعة. على العكس، اللاكتاز غير المستمر هو النمط الظاهري يرتبط بنقص اللاكتاز الأساسي. بين الثدييات، استمرار اللاكتاز خاصية فريدة من نوعها للبشر - تطورت نسبيا مؤخرا (في السنوات الماضية (10000) بين بعض السكان، والغالبية العظمى من الناس في جميع أنحاء العالم لا تزال تعاني من اللاكتاز غير المستمر  لهذا السبب، استمرار اللاكتاز هو بعض الاهتمام لمجالات الأنثروبولوجيا، وعلم الوراثة البشرية، وعلم الآثار، والتي تستخدم عادة لاستمرار / المصطلحات غير استمرار المستمدة وراثيا.
ويبين التحليل الجيني ان استمرار اللاكتاز حدث عدة مرات في أماكن مختلفة بشكل مستقل والذي يعد مثالا على التطور.
تقديرا لمدى والأساس الجيني لعدم تحمل اللاكتوز هو حديث نسبيا. على الرغم من وصفت أعراضه في وقت مبكر من أبقراط (460-370 قبل الميلاد)، حتى (1960s)، كان الافتراض السائد في المجتمع الطبي أن التحمل هو القاعدة، وكان عدم التحمل إما نتيجة للحساسية الحليب، وهو مرض في الأمعاء، وإلا كان نفسية (مع العلم بأن بعض الثقافات لم تمارس منتجات الألبان والناس من تلك الثقافات غالبا ما كان رد فعل سيئة لاستهلاك الحليب). تم اعطاء سببين لهذا التصور. أولا، العديد من الدول الغربية لديها تراث في الغالب الأوروبي، بحيث تكون الترددات منخفضة من المصابين بعدم تحمل اللاكتوز، ولها تاريخ ثقافي واسع من منتجات الألبان. ولذلك، كان التحمل في الواقع القاعدة في معظم المجتمعات تم التحقيق من قبل الباحثين الطبيين في تلك المرحلة. ثانيا، حتى داخل هذه المجتمعات عدم تحمل اللاكتوز يميل إلى أن يكون وراثيا، الأفراد ذو اللاكتاز غير المستمر يمكن أن يتحمل كميات متفاوتة من اللاكتوز قبل ظهور الأعراض، وأعراضها تختلف في شدتها. الأكثر قدرة على هضم كمية صغيرة من الحليب، على سبيل المثال في الشاي أو القهوة، دون أن يعاني أي آثار ضارة. منتجات الألبان المخمرة مثل الجبن وتحتوي أيضا على اللاكتوز بشكل أقل بكثير من الحليب العادي. لذلك، في المجتمعات التي التحمل هو القاعدة، وكثير من الناس الذين يستهلكون كميات صغيرة فقط من الألبان أو لديها أعراض خفيفة فقط قد يدركون أنهم لا يستطيعون هضم اللاكتوز. في نهاية المطاف، ومع ذلك، تم الاعتراف بان عدم تحمل اللاكتوز في الولايات المتحدة يرجح إلى أن تكون مرتبطة بالعرق. الأبحاث اللاحقة كشفت ان عدم التحمل كان أكثر شيوعا على مستوى العالم من استمرار اللاكتاز، وهذا الاختلاف كان وراثي.

## اقرأ أيضا
- Durand, P. (1959). "Lactosurie et saccharosurie". في Ed. E. Rossi, E. Gautier, and J. W. Weber (المحرر). Paediat. IV. Carbohydrate Metabolism in Children. Basel. ص. 496–502.{{استشهاد بكتاب}}:  صيانة الاستشهاد: أسماء متعددة: قائمة المحررين (link)
- Holzel A, Schwarz V, Sutcliffe KW (1959). "Defective lactose absorption causing malnutrition in infancy". Lancet. ج. 1 ع. 7083: 1126–8. DOI:10.1016/S0140-6736(59)90710-X. PMID:13665980.{{استشهاد بدورية محكمة}}:  صيانة الاستشهاد: أسماء متعددة: قائمة المؤلفين (link)
- Carroccio A, Montalto G, Cavera G, Notarbatolo A (1998). "Lactose intolerance and self-reported milk intolerance: relationship with lactose maldigestion and nutrient intake. Lactase Deficiency Study Group". J Am Coll Nutr. ج. 17 ع. 6: 631–6. DOI:10.1080/07315724.1998.10718813. PMID:9853544. مؤرشف من الأصل في 2009-05-29.{{استشهاد بدورية محكمة}}:  صيانة الاستشهاد: أسماء متعددة: قائمة المؤلفين (link)
- McGee, Harold (2004). "Milk after infancy: dealing with lactose". On food and cooking: the science and lore of the kitchen. New York: Scribner. ص. 14–15. ISBN:0-684-80001-2.
- Rusynyk RA, Still CD (2001). "Lactose intolerance". J Am Osteopath Assoc. ج. 101 ع. 4 Suppl Pt 1: S10–2. PMID:11392211. مؤرشف من الأصل (PDF) في 2016-03-05.

## روابط خارجية
- Human Culture, an Evolutionary Force
- Lactose Intolerance information at Allergy UK